# Сукук
Су́кук (араб. صكوك‎, от « صك Сакк» — «юридический документ, акт, квитанция») — финансовый документ, распространенный в странах шариата, т. н. исламский эквивалент облигаций.
В связи с тем, что шариат запрещает ростовщичество, традиционные облигации с фиксированной доходностью недопустимы. Сукук обеспечивает негарантированный доход за счет прибыли финансируемого мероприятия, то есть является целевым.
В мире
В 2024 году объём размещения сукук в мире достиг 91,9 млрд долларов США.
В России
О выпуске сукук в России впервые заговорили в 2011 году. Однако первые облигации появились лишь в 2017 году — в конце августа Банк России принял решение о государственной регистрации выпуска неконвертируемых процентных документарных облигаций на предъявителя. Выпуск был технический, организован компанией из Татарстана для проработки техники выпуска подобного рода облигаций, имел одобрение со стороны шариатского эксперта. Объём выпуска составил 1 млн рублей. Облигации имели срок погашения 62 дня и размещались по закрытой подписке.